# Krzekoszewo
Krzekoszewo (deutsch Louisenhof, auch: Luisenhof) ist ein kleiner Ort in der polnischen Woiwodschaft Westpommern. Er gehört zur Landgemeinde (Gmina) Malechowo im Kreis Sławno (Schlawe).

## Geografische Lage
Krzekoszewo liegt an einer Verbindungsstraße zwischen Kusice (Kuhtz) und Bartolino (Bartlin) im Tal der Bielawa (Mühlenbach). Von der Staatsstraße 6 zwischen Koszalin (Köslin) und Sławno (Schlawe) ist das Dorf über Niemica (Nemitz) und Kusice zu erreichen. Die nächste Bahnstation ist das zehn Kilometer entfernte Wiekowo (Alt Wieck) an der Bahnstrecke Stargard Szczeciński–Gdańsk.

## Geschichte
Louisenhof war bis 1945 das Vorwerk der von Schlieffenschen Gutsverwaltung in Kuhtz (heute polnisch: Kusice) und lag – obwohl zur Gemeinde Nemitz (Niemica) gehörig – 1200 Meter östlich des Dorfes Kuhtz.
Das Vorwerk wurde von Johann Adolph Heinrich von Schlieffen im 18. Jahrhundert angelegt und nach seiner Ehefrau Louise geborene von Glasenapp genannt. Letzte Eigentümerin war Jutta von Schlieffen geb. von Zitzewitz, die Witwe des 1932 verstorbenen Hans Nikolaus von Schlieffen. Louisenhof war an die Gutsverwaltung in Kuhtz verpachtet. Sein Areal betrug vor 1945: 194 ha Acker, 43 ha Grünland, 107 ha Wald und 5 ha Sonstiges.
Louisenhof gehörte bis 1945 zum Amtsbezirk Soltikow (Sulechowo) im Landkreis Schlawe i. Pom. im Regierungsbezirk Köslin der preußischen Provinz Pommern. Auch standesamtlich war der Ort mit Soltikow verbunden.
Heute ist das polnische Krzekoszewo ein Teil der Gmina Malechowo (Malchow) im Powiat Sławieński der Woiwodschaft Westpommern (bis 1998 Woiwodschaft Köslin).

## Kirche
Das ausnahmslos evangelische Louisenhof gehörte bis 1945 zum Kirchspiel Nemitz (Niemica). Gottesdienstliches Zentrum war die Nemitzer Dorfkirche. Das Kirchspiel lag im Kirchenkreis Rügenwalde (Darłowo) in der Kirchenprovinz Pommern der Kirche der Altpreußischen Union.
Heute sind die Einwohner von Krzekoszewo überwiegend katholischer Konfession. Die evangelischen Kirchenglieder werden vom Pfarramt Koszalin (Köslin) in der Diözese Pommern-Großpolen der Evangelisch-Augsburgischen (= lutherischen) Kirche in Polen betreut.

## Weblink
- Nemitz-Louisenhof im Heimatkreis Schlawe

Koordinaten: 54° 15′ N, 16° 30′ O